# 아르키메데스 점
아르키메데스 점(라틴어: Punctum Archimedis)이란 관찰자가 탐구 주제를 총체적 관점에서 객관적으로 지각할 수 있는 유리한 가설적 지점을 가리킨다. 즉 아르키메데스 점은 연구의 대상으로부터 자신을 제거함을 통해 그 대상으로부터 독립을 유지하면서 대상과 그밖의 다른 것들의 관계를 관찰할 수 있다는 이상을 묘사한다.
이 표현은 고대 그리스의 과학철학자 아르키메데스가 충분히 긴 지렛대와 그것이 놓일 장소만 주어진다면, 지구라도 들어올릴 수 있다고 주장했던 것에서 유래했다.

## 같이 보기
- 조감도
- 관측자 효과
- 객관
- 객관성 (과학)